# Grange de Sermoise
La grange de Sermoise est une grange située à Champignol-lez-Mondeville, en France.

## Localisation
La grange est située sur la commune de Champignol-lez-Mondeville, dans le département français de l'Aube.

## Historique
L'édifice est inscrit au titre des monuments historiques en 2001.